# نیازمندی به روادید برای شهروندان اوکراین

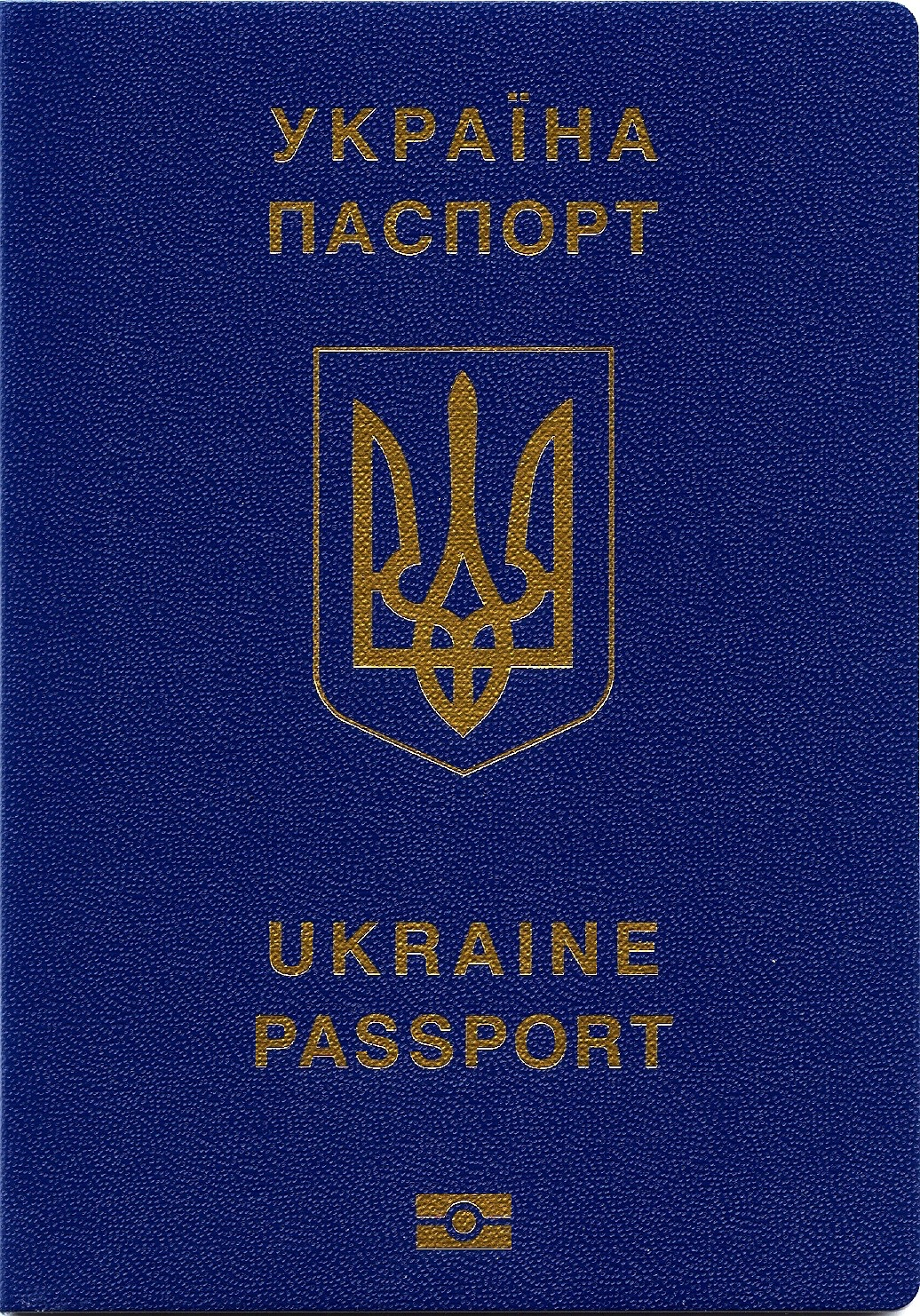
پاسپورت اوکراین

با استفاده از پاسپورت اوکراین، از ماه اکتبر ۲۰۱۸ می‌توان بدون روادید (ویزا) به ۱۳۰ کشور سفر کرد. رتبه‌ ویزای اوکراین از رتبه‌ی پنجاه و سوم به رتبه‌ بیست و ششم ارتقا پیدا کرد. 

## نقشه

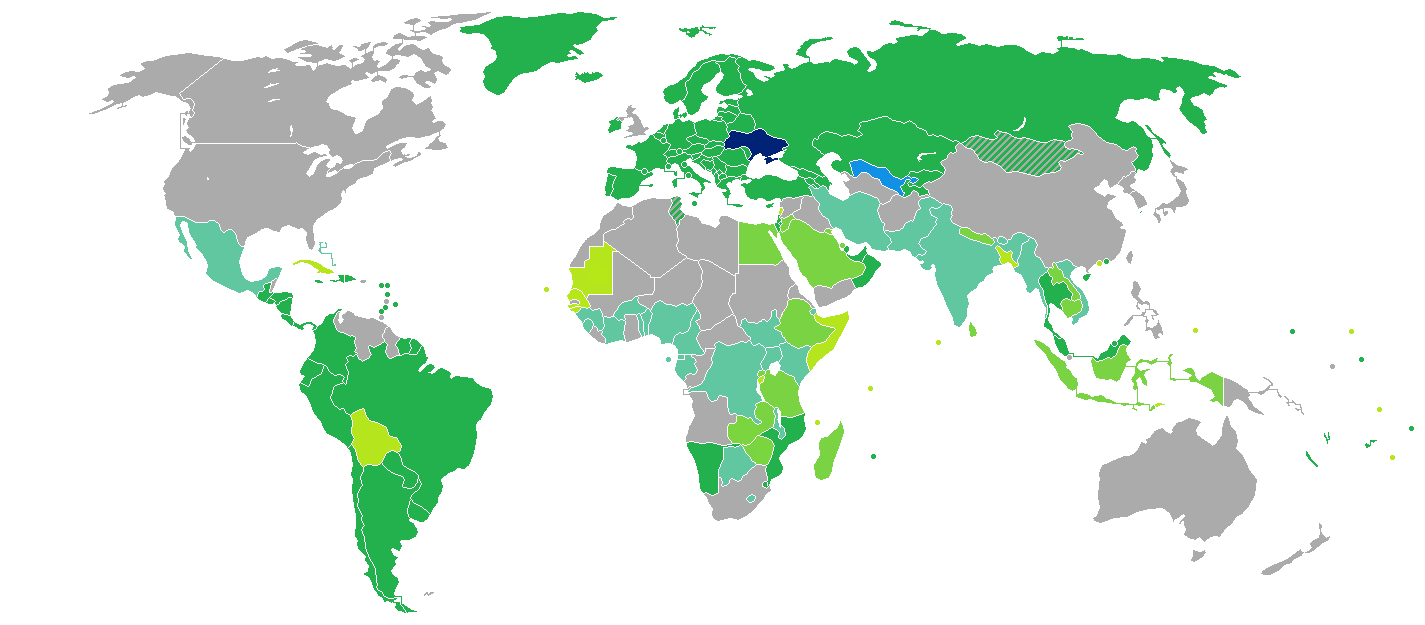
شرایط ویزا برای شهروندان اوکراینی
اوکراین
بدون ویزا - رژیم ویژه برای پناهندگان (ورود با هر مدرک هویتی امکان پذیر است)
بدون ویزا
ویزا در بدو ورود صادر می شود
ویزای الکترونیکی
ویزا هم در بدو ورود و هم به صورت آنلاین در دسترس است.
دریافت ویزا از طریق سفارت
پذیرش توسط دولت به دلیل تهاجم روسیه صورت نمی پذیرد.

## لیست کشورها
| کشور                   | نیازمندی ویزا               | توضیحات                                               |
| ---------------------- | --------------------------- | ----------------------------------------------------- |
| افغانستان              | دریافت ویزا از طریق سفارت   |                                                       |
| آلبانی                 | بدون ویزا                   | ۹۰ روز                                                |
| الجزایر                | دریافت ویزا از طریق سفارت   |                                                       |
| آندورا                 | بدون ویزا                   |                                                       |
| آنگولا                 | دریافت ویزا از طریق سفارت   |                                                       |
| آنتیگوآ و باربودا      | بدون ویزا                   | ۱۸۰ روز                                               |
| آرژانتین               | بدون ویزا                   | ۹۰ روز                                                |
| ارمنستان               | بدون ویزا                   | ۱۸۰ روز                                               |
| استرالیا               | دریافت ویزا از طریق سفارت   | شاید انلاین پذیرفته شود.                              |
| اتریش                  | بدون ویزا                   | ۹۰ روز                                                |
| جمهوری آذربایجان       | بدون ویزا                   | ۹۰ روز                                                |
| باهاما                 | دریافت ویزا از طریق سفارت   |                                                       |
| بحرین                  | دریافت ویزا از طریق سفارت   |                                                       |
| بنگلادش                | دریافت ویزا در فرودگاه      | ۳۰ روز ضوابط اعمال می‌شود.                             |
| باربادوس               | بدون ویزا                   | ۲۸ روز                                                |
| بلاروس                 | بدون ویزا                   | ۹۰ روز                                                |
| بلژیک                  | بدون ویزا                   |                                                       |
| بلیز                   | دریافت ویزا از طریق سفارت   |                                                       |
| بنین                   | دریافت ویزا در فرودگاه      |                                                       |
| بوتان (کشور)           | دریافت ویزا از طریق سفارت   | ویزا الکترونیکی موجود است.                            |
| بولیوی                 | دریافت ویزا فرودگاه         | ۹۰ روز                                                |
| بوسنی و هرزگوین        | بدون ویزا                   | ۳۰ روز                                                |
| بوتسوانا               | دریافت ویزا از طریق سفارت   |                                                       |
| برزیل                  | بدون ویزا                   | ۹۰ روز از هر ۱۸۰ روز                                  |
| برونئی                 | بدون ویزا                   | ۳۰ روز                                                |
| بلغارستان              | بدون ویزا                   |                                                       |
| بورکینافاسو            | دریافت ویزا از طریق سفارت   |                                                       |
| بوروندی                | دریافت ویزا از طریق سفارت   |                                                       |
| کامبوج                 | دریافت ویزا در فرودگاه      | ۳۰ روز                                                |
| کامرون                 | دریافت ویزا از طریق سفارت   |                                                       |
| کانادا                 | دریافت ویزا از طریق سفارت   |                                                       |
| کیپ ورد                | دریافت ویزا در فرودگاه      |                                                       |
| جمهوری آفریقای مرکزی   | دریافت ویزا از طریق سفارت   |                                                       |
| چاد                    | دریافت ویزا از طریق سفارت   |                                                       |
| شیلی                   | بدون ویزا                   | ۹۰ روز                                                |
| چین                    | دریافت ویزا از طریق سفارت   |                                                       |
| کلمبیا                 | دریافت ویزا از طریق سفارت   | ویزا الکترونیکی موجود است.                            |
| کومور                  | دریافت ویزا در فرودگاه      |                                                       |
| جمهوری کنگو            | دریافت ویزا از طریق سفارت   |                                                       |
| جمهوری دموکراتیک کنگو  | ر                           |                                                       |
| کاستاریکا              | بدون ویزا                   | ۹۰ روز                                                |
| ساحل عاج               | ویزای الکترونیکی            | ۳ ماه                                                 |
| کرواسی                 | بدون ویزا                   |                                                       |
| کوبا                   | توریست کارت نیازمند است     | دریافت ویزا از طریق سفارت                             |
| قبرس                   | بدون ویزا                   | ۹۰ روز.                                               |
| جمهوری چک              | بدون ویزا                   | ۹۰ روز                                                |
| دانمارک                | بدون ویزا                   | ۹۰ روز                                                |
| جیبوتی                 | دریافت ویزا در فرودگاه      |                                                       |
| دومینیکا               | بدون ویزا                   | ۲۱ روز                                                |
| جمهوری دومینیکن        | بدون ویزا                   |                                                       |
| اکوادور                | بدون ویزا                   | ۹۰ روز                                                |
| مصر                    | دریافت ویزا در فرودگاه      |                                                       |
| السالوادور             | بدون ویزا                   | ۳ ماه                                                 |
| گینه استوایی           | دریافت ویزا از طریق سفارت   |                                                       |
| اریتره                 | دریافت ویزا از طریق سفارت   |                                                       |
| استونی                 | بدون ویزا                   |                                                       |
| اتیوپی                 | دریافت ویزا از طریق سفارت   | ۹۰ روز                                                |
| فیجی                   | بدون ویزا                   | ۴ ماه                                                 |
| فنلاند                 | بدون ویزا                   | ۹۰ روز                                                |
| فرانسه                 | بدون ویزا                   | ۹۰ روز                                                |
| گابن                   | دریافت ویزا از طریق سفارت   |                                                       |
| گامبیا                 | دریافت ویزا از طریق سفارت   |                                                       |
| گرجستان                | بدون ویزا                   | ۳۶۰ روز                                               |
| آلمان                  | بدون ویزا                   | ۹۰ روز                                                |
| غنا                    | دریافت ویزا از طریق سفارت   |                                                       |
| یونان                  | بدون ویزا                   | ۹۰ روز                                                |
| گرنادا                 | دریافت ویزا در فرودگاه      | ۳ ماه                                                 |
| گواتمالا               | بدون ویزا                   | ۹۰ روز                                                |
| گینه                   | دریافت ویزا از طریق سفارت   |                                                       |
| گینه بیسائو            | دریافت ویزا در فرودگاه      | ۹۰ روز                                                |
| گویان                  | دریافت ویزا از طریق سفارت   | ویزای الکترونیکی موجود است                            |
| هائیتی                 | بدون ویزا                   | ۳ ماه                                                 |
| هندوراس                | بدون ویزا                   | ۳ ماه                                                 |
| هنگ کنگ                | بدون ویزا                   | ۱۴ روز                                                |
| مجارستان               | بدون ویزا                   | ۹۰ روز                                                |
| ایسلند                 | بدون ویزا                   | ۹۰ روز                                                |
| هند                    | e-Tourist Visa              | ۳۰ روز                                                |
| اندونزی                | بدون ویزا                   | ۳۰ روز                                                |
| ایران                  | دریافت ویزا در فرودگاه      | ضوابط اعمال می‌شود.                                    |
| عراق                   | دریافت ویزا از طریق سفارت   |                                                       |
| جمهوری ایرلند          | دریافت ویزا از طریق سفارت   | [ ۸۵ ]                                                |
| اسرائیل                | بدون ویزا                   | ۳ ماه                                                 |
| ایتالیا                | بدون ویزا                   |                                                       |
| جامائیکا               | بدون ویزا                   | ۳۰ روز                                                |
| ژاپن                   | دریافت ویزا از طریق سفارت   |                                                       |
| اردن                   | دریافت ویزا در فرودگاه      |                                                       |
| قزاقستان               | بدون ویزا                   | ۹۰ روز، اجازه استفاده با پاسپورت داخلی                |
| کنیا                   | دریافت ویزا در فرودگاه      | ۳ ماه                                                 |
| کیریباتی               | دریافت ویزا از طریق سفارت   |                                                       |
| کره شمالی              | دریافت ویزا از طریق سفارت   |                                                       |
| کره جنوبی              | دریافت ویزا از طریق سفارت   | نیازی به ویزا برای جزیره جیجو نیست. ۳۰ روز.           |
| کویت                   | دریافت ویزا در فرودگاه      |                                                       |
| قرقیزستان              | دریافت ویزا از طریق سفارت   | ۹۰ روز، اجازه استفاده با پاسپورت داخلی                |
| لائوس                  | دریافت ویزا در فرودگاه      | ۱۵ روز                                                |
| لتونی                  | بدون ویزا                   | ۹۰ روز                                                |
| لبنان                  | دریافت ویزا در فرودگاه      | ۳ ماه                                                 |
| لسوتو                  | ویزای الکترونیکی            |                                                       |
| لیبریا                 | دریافت ویزا از طریق سفارت   |                                                       |
| لیبی                   | دریافت ویزا از طریق سفارت   |                                                       |
| لیختن‌اشتاین            | بدون ویزا                   | ۹۰ روز                                                |
| لیتوانی                | بدون ویزا                   | ۹۰ روز                                                |
| لوکزامبورگ             | بدون ویزا                   | ۹۰ روز                                                |
| مقدونیه شمالی          | بدون ویزا                   | ۹۰ روز                                                |
| ماداگاسکار             | دریافت ویزا در فرودگاه      | ۳۰ روز                                                |
| مالاوی                 | دریافت ویزا از طریق سفارت   |                                                       |
| مالزی                  | بدون ویزا                   | ۳۰ روز                                                |
| مالدیو                 | دریافت ویزا در فرودگاه      | ۳۰ روز                                                |
| مالی                   | دریافت ویزا از طریق سفارت   |                                                       |
| مالت                   | بدون ویزا                   | ۹۰ روز                                                |
| جزایر مارشال           | دریافت ویزا در فرودگاه      |                                                       |
| موریتانی               | دریافت ویزا در فرودگاه      |                                                       |
| موریس                  | دریافت ویزا در فرودگاه      | ۶۰ روز                                                |
| مکزیک                  | ویزای الکترونیکی            | تأیید الکترونیکی نیازمند است.                         |
| ایالات فدرال میکرونزی  | بدون ویزا                   | ۳۰ روز                                                |
| مولدووا                | بدون ویزا                   | ۹۰ روز                                                |
| موناکو                 | بدون ویزا                   | ۹۰ روز                                                |
| مغولستان               | بدون ویزا                   | ۹۰ روز                                                |
| مونته‌نگرو              | بدون ویزا                   | ۹۰ روز                                                |
| مراکش                  | دریافت ویزا از طریق سفارت   |                                                       |
| موزامبیک               | دریافت ویزا در فرودگاه      | ۳۰ روز                                                |
| میانمار                | ویزای الکترونیکی            | ۲۸ روز                                                |
| نامیبیا                | بدون ویزا                   | ۳ ماه                                                 |
| نائورو                 | دریافت ویزا از طریق سفارت   |                                                       |
| نپال                   | دریافت ویزا در فرودگاه      | ۹۰ روز                                                |
| هلند                   | بدون ویزا                   | ۹۰ روز                                                |
| نیوزیلند               | دریافت ویزا از طریق سفارت   |                                                       |
| نیکاراگوئه             | بدون ویزا                   | ۹۰ روز                                                |
| نیجر                   | دریافت ویزا از طریق سفارت   |                                                       |
| نیجریه                 | دریافت ویزا از طریق سفارت   |                                                       |
| نروژ                   | بدون ویزا                   | ۹۰ روز                                                |
| عمان                   | ویزای الکترونیکی            |                                                       |
| پاکستان                | دریافت ویزا از طریق سفارت   | ۳۰ روز. ضوابط اعمال می‌شود.                            |
| پالائو                 | دریافت ویزا در فرودگاه      | ۳۰ روز                                                |
| پاناما                 | بدون ویزا                   | ۱۸۰ روز                                               |
| پاپوآ گینه نو          | دریافت ویزا از طریق سفارت   |                                                       |
| پاراگوئه               | بدون ویزا                   | ۹۰ روز                                                |
| پرو                    | بدون ویزا                   | ۱۸۳ روز                                               |
| فیلیپین                | دریافت ویزا از طریق سفارت   |                                                       |
| لهستان                 | بدون ویزا                   | ۹۰ روز                                                |
| پرتغال                 | بدون ویزا                   | ۹۰ روز                                                |
| قطر                    | بدون ویزا                   | ۹۰ روز                                                |
| رومانی                 | بدون ویزا                   | ۹۰ روز                                                |
| روسیه                  | بدون ویزا                   | ۹۰ روز within 180 روز. اجازه استفاده با پاسپورت داخلی |
| رواندا                 | ویزای الکترونیکی            | ۹۰ روز                                                |
| سنت کیتس و نویس        | بدون ویزا                   |                                                       |
| سنت لوسیا              | دریافت ویزا در فرودگاه      | 6 weeks                                               |
| سنت وینسنت و گرنادین‌ها | بدون ویزا                   | ۱ ماه                                                 |
| ساموآ                  | Entry Permit on arrival     | ۶۰ روز                                                |
| سان مارینو             | بدون ویزا                   |                                                       |
| سائوتومه و پرنسیپ      | ویزای الکترونیکی            |                                                       |
| عربستان سعودی          | دریافت ویزا از طریق سفارت   |                                                       |
| سنگال                  | بدون ویزا                   | ۳ ماه.                                                |
| صربستان                | بدون ویزا                   | ۳۰ روز                                                |
| سیشل                   | Visitor's Permit on arrival | ۱ ماه                                                 |
| سیرالئون               | دریافت ویزا از طریق سفارت   |                                                       |
| سنگاپور                | دریافت ویزا از طریق سفارت   | به صورت اختیار ویزا الکترونیکی موجود است.             |
| اسلواکی                | بدون ویزا                   | ۹۰ روز                                                |
| اسلوونی                | بدون ویزا                   | ۹۰ روز                                                |
| جزایر سلیمان           | دریافت ویزا از طریق سفارت   |                                                       |
| سومالی                 | دریافت ویزا در فرودگاه      | ۳۰ روز                                                |
| آفریقای جنوبی          | دریافت ویزا از طریق سفارت   |                                                       |
| سودان جنوبی            | دریافت ویزا از طریق سفارت   |                                                       |
| اسپانیا                | بدون ویزا                   | ۹۰ روز                                                |
| سری‌لانکا               | تاییدیه مسافرت الکترونیکی   | ۳۰ روز                                                |
| سودان                  | دریافت ویزا از طریق سفارت   |                                                       |
| سورینام                | دریافت ویزا از طریق سفارت   | ۲ ماه                                                 |
| اسواتینی               | بدون ویزا                   | ۳۰ روز                                                |
| سوئد                   | بدون ویزا                   | ۹۰ روز                                                |
| سوئیس                  | بدون ویزا                   | ۹۰روز                                                 |
| سوریه                  | دریافت ویزا از طریق سفارت   | ۱۵ روز                                                |
| تاجیکستان              | بدون ویزا                   | ۳ ماه، اجازه استفاده با پاسپورت داخلی                 |
| تانزانیا               | دریافت ویزا در فرودگاه      | ۳ ماه                                                 |
| تایلند                 | دریافت ویزا در فرودگاه      | ۱۵ روز                                                |
| تیمور شرقی             | دریافت ویزا در فرودگاه      | ۳۰ روز                                                |
| توگو                   | دریافت ویزا در فرودگاه      | ۷ روز                                                 |
| تونگا                  | دریافت ویزا در فرودگاه      | ۳۱ روز                                                |
| ترینیداد و توباگو      | دریافت ویزا از طریق سفارت   | ویزای الکترونیک موجود است                             |
| تونس                   | دریافت ویزا از طریق سفارت   |                                                       |
| ترکیه                  | بدون ویزا                   | ۶۰ روز                                                |
| ترکمنستان              | دریافت ویزا از طریق سفارت   |                                                       |
| تووالو                 | دریافت ویزا در فرودگاه      | ۱ ماه                                                 |
| اوگاندا                | دریافت ویزا در فرودگاه      |                                                       |
| امارات متحده عربی      | بدون ویزا                   | ۹۰ روز                                                |
| بریتانیا               | دریافت ویزا از طریق سفارت   |                                                       |
| ایالات متحده آمریکا    | دریافت ویزا از طریق سفارت   |                                                       |
| اروگوئه                | دریافت ویزا از طریق سفارت   |                                                       |
| ازبکستان               | بدون ویزا                   | ۹۰ روز                                                |
| وانواتو                | بدون ویزا                   | ۳۰ روز                                                |
| واتیکان                | بدون ویزا                   |                                                       |
| ونزوئلا                | دریافت ویزا از طریق سفارت   |                                                       |
| ویتنام                 | دریافت ویزا از طریق سفارت   | ویزا الکترونیکی موجود است.                            |
| یمن                    | دریافت ویزا از طریق سفارت   |                                                       |
| زامبیا                 | دریافت ویزا در فرودگاه      | ۹۰ روز                                                |
| زیمبابوه               | ویزای الکترونیکی            |                                                       |